# Hrvatska Dubica
Pour les articles homonymes, voir Dubica.
Hrvatska Dubica est un village et une municipalité située dans le comitat de Sisak-Moslavina, en Croatie. Au recensement de 2011, la municipalité comptait 2 089 habitants, dont 75,30 % de Croates et 22,40 % de Serbes ; le village seul comptait 1 040 habitants.

## Localités
La municipalité de Hrvatska Dubica compte 6 localités (au recensement de 2011) :
| - Baćin - 217 - Donji Cerovljani - 76 - Gornji Cerovljani - 99 | - Hrvatska Dubica - 1 040 - Slabinja - 348 - Živaja - 309 |